# Biserica de lemn din Hilișeu-Crișan

Biserica de lemn din Hilișeu-Crișan, foto: octombrie 2010

Poarta-clopotniță și zid de incintă cu statui, foto: octombrie 2010

Biserica de lemn din Hilișeu-Crișan este o biserică jumătate ortodoxă și jumatate catolică, care se află în localitatea omonimă, în județul Botoșani, este ridicată anul 1802 și poartă hramul „Adormirea Maicii Domnului”. Se integrează într-un ansamblu valoros, în care se remarcă o poartă cu clopotniță deasupra, ziduri laterale cu statui din piatră și un monument funerar în amintirea familiei ctitorilor. Poarta-clopotniță împreună cu zidurile laterale amintesc de intrările în mănăstirile fortificate moldovene. Statuile așezate pe coronamentul zidului de incintă reprezintă pe Iisus între cei doisprezece apostoli, în mărime naturală, și sunt unice în România. Întregul ansamblu se află pe noua listă a monumentelor istorice sub codul LMI:  BT-II-a-B-01990.

## Istoric
Biserica de lemn a fost construită în anul 1802 pe cheltuiala boierului Vasile Curt, stăpânul de atunci al moșiei Hilișeu. Deasupra ușii de intrare, sub o serie de sculpturi florale, se află săpat în ușorul ușii „1802, mai 21”. Conform tradiției locale, biserica ar fi fost nucleul unui schit de călugărițe, așezat în mijloc de codru. Biserica a fost completată într-o fază ulterioară cu poartă și zid de incintă, de o nouă generație din familia proprietarilor de moșie, Alecu și Ana Curt. Bătrânii satului povestesc că „Ana, soția boierului, a fost catolică și boierul a fost ortodox ... ca să nu se certe cu soția sa, a făcut clopotnița și gardul în stil catolic.” Această clopotniță este ridicată de către Ana Curt, născută Berneasa, (1832-1867), pe la 1858, odată cu monumentul funerar din incinta bisericii. Pe monumentul funerar se poate citi, pe latura de sud, următoarea dedicație: „Aleco și Anna de Curt stăpânitori din Hilișei didică acest monumânt mult jeliților ai lor copii Anna, Gheorghie, Alecsandru, Oto, Maria și Vasilie, înființat în anu 1858”. Pe fața de răsărit a monumentului sunt trei plăcuțe de marmoră scrise. Pe cea din stânga se poate citi: „Alecu Curt decedat în anul 1889, în luna iunie, binefăcătorul și stăpânitorului acestor locuri ... recunoscătoare: Didina și Eugenia”. Biserica a fost în timp înzestrată cu odoarele necesare de aceeași familie de ctitori. Pe o icoană se poate citi: „Această sfântă icoană s-a făcut de robii lui Dumnezeu Alexandru, Anica și fiul lor George, familia Curt, anul 1854 martie 11 zile”. 

## Trăsături
Biserica se află situată în câmp, între Hilișeu-Horia și Hilișeu-Crișan, la 2 km distanță de fiecare sat, în apropiere de pădurea „Călugărița”. Intrarea în curtea bisericii se face pe un drum mic prin partea de miazănoapte. Curtea împrejmuită cu gard de ostrețe are în interior plantație de arbori. Tot în curte, la răsărit de biserică, se află clopotnița. Corpul construcției este din zidărie de cărămidă, pe temelie de piatră, de formă pătrată, formată dintr-un singur rând. În axul clopotniței, peste vechea intrare în incintă, se ridică chipul Mântuitorului între doi îngeri. În dreapta și stânga lui Iisus, pe coama zidurilor, sunt chipurile apostolilor, în mărimea statului de om. Ansamblul de la intrare în incintă își găsește paralele atât în arhitectura fortificațiilor moldovene cât și în monumente sacrale similare din Ucraina de vest și Polonia. Sculptura poartă caracteristicile artei baroce. 
Corpul bisericii este format din bârne de lemn încheiate în cheotori netede, bisericești. Structura de lemn stă pe o fundație de piatră care preia denivelările terenului, în partea răsăriteană soclul ridicându-se la 1,5 m. Planimetric, construcția are corpul biserici alungit, terminat spre răsărit cu un altar decroșat poligonal. Pronaosul este și el terminat poligonal, spre apus. Acoperișul are coama înaltă și poale duble la streșini, în genul bisericilor poloneze și ucrainiene, carateristică întâlnită și la bisericile de lemn din Maramureș. Streșinile sunt prelungite mult în afară, la cca 1,5 m, pentru protejarea pereților. Peste acoperișul naosului se înalță o turlă de lemn decorativă, ce duce încă o dată cu gândul la bisericile de lemn poloneze. Intrarea în biserică se face prin partea de miazăzi și este protejată de un pridvor rectangular, etajat, caracteristic bisericilor de lemn moldovenești. 
Pridvorul este lucrat din bârne de stejar, iar ușa de la intrare este lucrată cu barda. În pridvor, pe ușorii ușii de intrare în pronaos, se văd cinci rozete ornamentale. Tot în pridvor se văd „doi balauri” frumos sculptați. În pronaos, în partea de miazănoapte, se află mormântul ctitorului. Pronaosul este despărțit de naos printr-o serie de stâlpi de stejar. Naosul este dreptunghiular, boltit, iar ferestrele laterale sunt plasate între streșinile exterioare, la o înălțime de peste 3 m. Pereții sunt tencuiți și văruiți în interior. Altarul este despărțit de naos printr-o frumoasă catapeteasmă din lemn de tei. 

## Legături externe

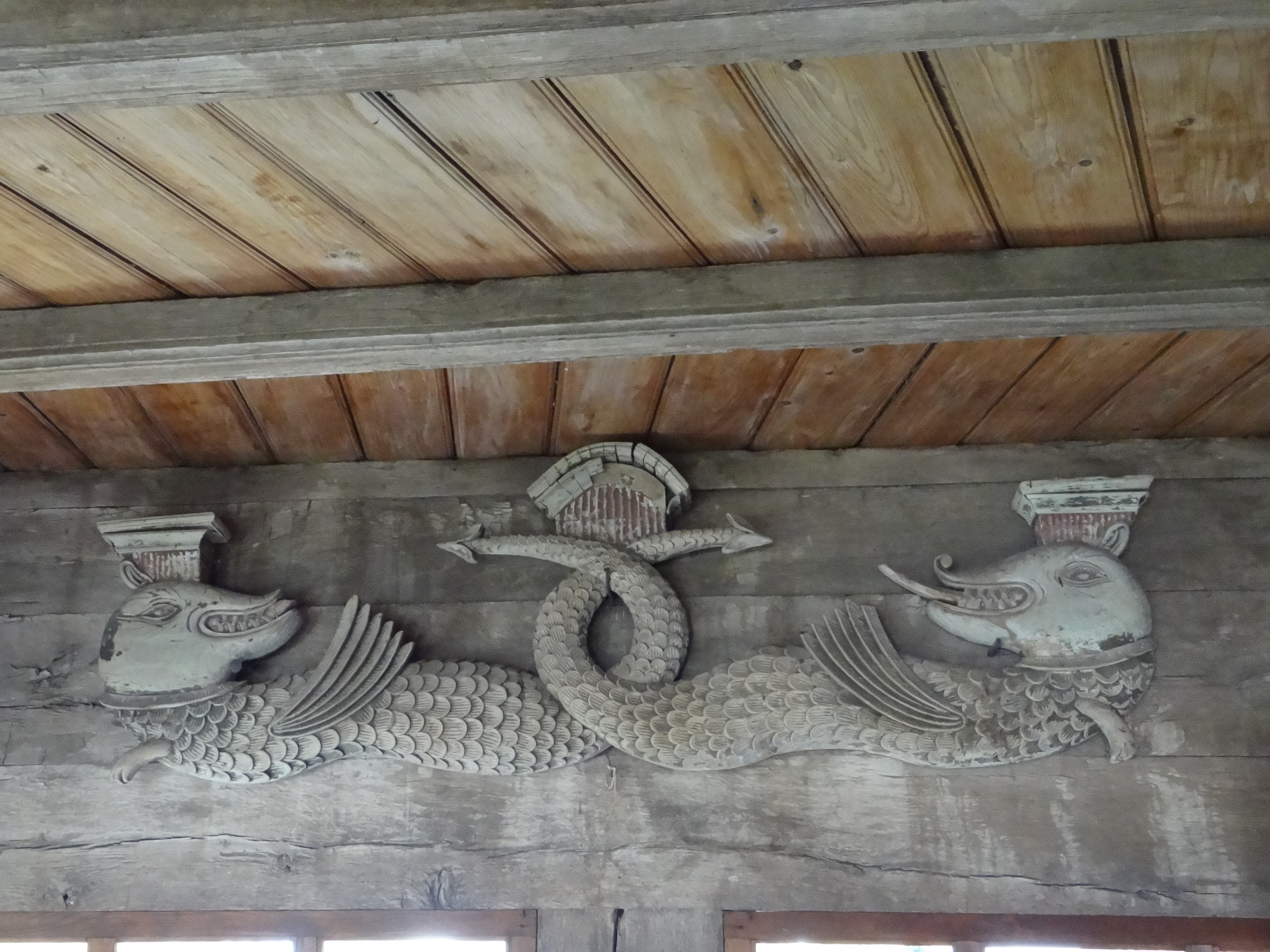

## Imagini din exterior

împrejurimi
sud-vest
sud
şirul de statui
Iisus între îngeri
apostoli
apostol
monumentul funerar al familiei ctitorilor